# NGC 5032
NGC 5032, auch NGC 5032 A genannt,  ist eine 12,8 mag helle Balken-Spiralgalaxie mit aktivem Galaxienkern vom Hubble-Typ SBb im Sternbild Haar der Berenike am Nordsternhimmel. Sie ist schätzungsweise 287 Millionen Lichtjahre von der Milchstraße entfernt und hat einen Durchmesser von etwa 180.000 Lj. Mit dem Nicht-NGC-Objekt PGC 45940 (auch NGC 5032B genannt) bildet sie ein gravitativ verbundes Galaxienpaar und gehört zum Coma-Galaxienhaufen.
Das Objekt wurde am 11. April 1785 vom deutsch-britischen Astronomen Wilhelm Herschel mit einem 18,7-Zoll-Spiegelteleskop entdeckt, der sie dabei mit „vF, pL“ beschrieb.